# Abd el-Kader

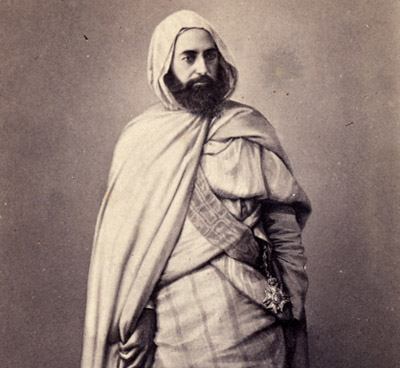
Abd el-Kader, um 1850

Haddschi Abd el-Kader, Abd el-Kadir, Abd al-Kadir oder ʿAbd al-Qādir (eigentlich Sidi el-Haddsch Abd el-Kader Uled Mahiddin; arabisch عبد القادر الجزائري Abd al-Qadir al-Dschaza'iri, DMG ʿAbd al-Qādir al-Ǧazāʾirī ‚Abd el-Kader, der Algerier‘; * 6. September 1808 in Guetna bei Mascara; † 26. Mai 1883 in Damaskus) war ein algerischer Freiheitskämpfer und Gelehrter.

## Leben

### Frühe Jahre
Abd el-Kader wurde um 1807 oder 1808 in der Ghetna, einer Unterrichtsanstalt unweit Mascara im westlichen Algerien, als Sprössling einer Familie von Marabouts geboren, die ihren Stamm bis zu den fatimidischen Kalifen zurückführte. Er wurde in der Zawiya seines Vaters Sidi el-Mahiddin zum Gelehrten ausgebildet, wanderte aber, vom Dey von Algier wegen seiner hohen Begabung und seines Ehrgeizes bedroht, nach Kairo aus und erwarb sich durch eine Pilgerfahrt nach Mekka den Ehrentitel eines Haddschi. 1827 kehrte er nach Algerien zurück, um zunächst sein Leben dem Studium zu widmen.

### Im Widerstand gegen die französische Herrschaft
Nach der Eroberung von Oran, Algier und Bône durch die Franzosen (1830) vereinigte er die Berberstämme in Westalgerien im Kampf gegen Frankreich. Nach dem Sturz des Dey 1830 in seine Heimat zurückgekehrt, wurde er im November 1832 von mehreren aufständischen arabischen Stämmen bei Mascara zum Emir gewählt und führte an ihrer Spitze mit Ausdauer und kriegerischer Gewandtheit den Kampf gegen die Franzosen. Mehrmals geschlagen, erschien er immer wieder an der Spitze neuer Truppen, unterwarf von 1832 bis 1833, von den Franzosen nicht gehindert, alle unabhängigen Stämme zwischen Mascara und dem Meer, zuletzt die der mächtigen Provinzhäuptlinge Bei der Duair und Zmela, der ihn anfangs besiegte, dann aber geschlagen und durch Milde in einen Verbündeten verwandelt wurde. Dadurch nötigte el-Kader den französischen General Desmichels (1779–1845) zum Frieden vom 26. Februar 1834, worin seine Herrschaft ausdrücklich anerkannt wurde. Später besiegte Desmichels Abd el-Kader; die beiden schlossen am 4. Juli 1834 den „Traité Desmichels“.
Abd el Kader reformierte unter seiner Herrschaft tiefgreifend das bestehende staatliche System. Er teilte das von ihm kontrollierte Territorium in acht Khalifaliks. Diese waren in meist stammeszentrierte Aghaliks unterteilt. Abd el Kader richtete ein System von Notablenversammlungen und eine zentralisierte Beamtenschaft ein. Während das osmanische System zumeist auf die lokalen Eliten zurückgriff, um Ämter zu besetzen, betrieb Abd el Kader bewusst ein Ernennungssystem, in dem alle gesellschaftlichen Gruppen repräsentiert sein sollten. Abd el-Kader trat im Amt dem Sufi-Orden der Rahmaniyya bei und griff für viele Ämter auf deren Würdenträger zurück. Ebenso versuchte die Regierung durch Investitionen in Manufakturen die Wirtschaftskraft des Landes zu stärken. Seine Armee bestand zu Hochzeiten aus rund 50.000 Kämpfern. Den Kern bildeten 9500 Berufssoldaten, die die Mehrheit der Infanterie sowie die Artillerie stellten.
Bald nahm er den Krieg gegen die Franzosen wieder auf und erfocht am 28. Juni 1835 über General Trézel (1780–1860) an der Macta einen Sieg. Abd el-Kader erlitt im weiteren Verlauf des Kriegs auch einzelne Niederlagen; gleichwohl errang er einen bedeutenden Sieg über den französischen General d'Arlanges am Oued Tafna (25. April 1836) und führte den Guerilla-Krieg mit solchem Glück, dass er seine Herrschaft über Titeri und sogar über einen Teil der Provinz Algier ausdehnte.
General Bugeaud befreite zwar die an der Mündung des Tafna eingeschlossenen Franzosen und brachte Abd el-Kader am 6. Juli am Sikak eine bedeutende Niederlage bei; trotzdem schlossen die Franzosen, die eben damals an die Eroberung von Constantine dachten, um hierzu die nötige Ruhe vor dem oft auch erfolgreichen Abwehrkampf zu gewinnen, den Vertrag von Tafna (30. Mai 1837), in dem Abd el-Kader tatsächlich als Emir von Algerien unter der bloß nominellen Herrschaft Frankreichs anerkannt wurde und die Verwaltung der Provinzen Oran, Medea, Tlemcen und Algier – mit Ausnahme der Hauptstädte und der Mitidscha von Algier – zugesprochen bekam, während Frankreich praktisch nur die Kontrolle über einige Küstenstädte und Häfen behielt. Nun begann Abd el-Kader, sein Reich um die Hauptstadt Tagdempt zu organisieren. Als er aber, von seinen fanatischen Anhängern gedrängt, 1839 den Krieg wiederaufnahm, wurde ihm das Glück untreu. Da die Franzosen, unbeirrt von seinem blutigen Guerillakrieg, mit blitzartigen Bewegungen und Einfällen einen systematischen Vernichtungskrieg gegen seine Anhänger führten, fielen die ihm ergebenen Stämme nach und nach von ihm ab, um sich vor dem Hungertod zu retten.

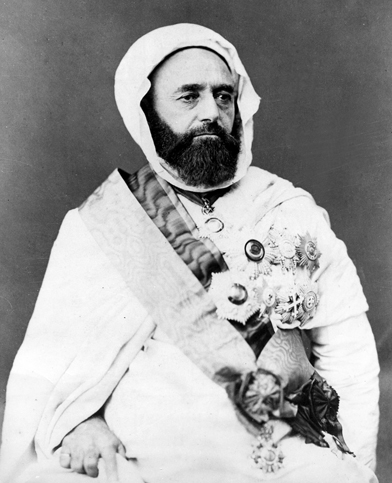
Abd el-Kader wurde mit dem osmanischen Mecidiye-Orden und dem Osmanje-Orden höchster Klasse ausgezeichnet.

Schließlich sah er sich 1844 genötigt, beim Sultan Abd ar-Rahmân von Marokko Zuflucht zu suchen. Die Schlacht am Jsly (14. August 1844), in der Abd el-Kaders Truppen und die Marokkaner von Bugeaud schwer geschlagen wurden, führte aber eine rasche Entscheidung herbei; aus Furcht vor Abd el-Kaders Einfluss in seinem eigenen Land schloss der Sultan Frieden mit Frankreich. Dagegen gewann Abd el-Kader die kriegerischen Stämme Marokkos und wurde sogar der Herrschaft Abd ur Rahmâns gefährlich. Daher drängte der ihn 1847 über die Grenze. Dort wurde er von den Franzosen umzingelt und musste sich am 22. Dezember ergeben.

### In Gefangenschaft in Frankreich
Abd el-Kader wurde mit seinen Frauen und Dienern nach Frankreich erst in das Fort Lamalgue zu Toulon gebracht, dann Ende April 1848 im Schloss Pau in Béarn und endlich im Schloss Amboise eingekerkert. Hier verfasste er im Dezember 1848 seine Abhandlung „Die scharfe Schere zum Abhacken der Zunge desjenigen, der die Religion des Islams durch Verleumdung und Ketzerei herabsetzt“ (al-Miqrāḍ al-ḥādd li-qaṭʿ lisān muntaqiṣ dīn al-islām bi-ʾl-bāṭil wa-ʾl-ilḥād). Der Anlass für die Schrift war die Aussage eines französischen katholischen Priesters, dass es nach dem religiösen Gesetz des Islams erlaubt sei, zu lügen. Abd el-Kaders Gefolge drängte ihn daraufhin, eine Abhandlung zur Verteidigung des Islams zu schreiben. In seiner Abhandlung unternahm Abd el-Kader den Versuch, unter Rückgriff auf die Vernunft (ʿaql) den Wahrheitsanspruch des Islams und der Scharia zu beweisen. Hierbei holte er sehr weit aus und behandelte auch Fragen der Kausalität.
Im Oktober 1852 kündigte der Präsident Louis-Napoléon Bonaparte, der spätere Kaiser Napoleon III., dem Emir seine Freiheit an, wogegen Abd el-Kader auf den Koran seine Unterwerfung „ohne Vorbehalt und Hintergedanken“ beschwor.

### In Syrien
Mit seiner Freilassung 1852 kam er auch in den Genuss einer französischen Pension von 100.000 Franc und nutzte seine Muße u. a. zur Abfassung eines religiös-philosophischen Werks, das er in arabischer Sprache an die französische Akademie einsandte. In französischer Sprache erschien es von Gustave Dugat bearbeitet unter dem Titel: Rappel à l'intelligent, avis à l'indifférent (Paris: B. Duprat, 1858).
Er ließ sich zunächst in Brussa in Kleinasien nieder, siedelte aber, durch das Erdbeben von 1855 von dort vertrieben, nach Damaskus über. Im Juli 1860, als sich der Bürgerkrieg im Libanongebirge ausbreitete, nahm er sich der verfolgten Christen an und rettete in Damaskus mehrere tausend von ihnen vor einem Massaker durch die Drusen. Er wurde dafür von Napoléon III. mit dem Großkreuz der Ehrenlegion ausgezeichnet.
In Mekka traf er auf Imam Schamil, den Anführer des muslimisch-kaukasischen Widerstandes gegen die russische Expansion und Kolonisierung.
1864 wurde Abd el-Kader von der Pariser Freimaurerloge Pyramides im Grand Orient de France aufgenommen.
Abd el-Kader starb am 26. Mai 1883 in Damaskus. Seine Söhne nahmen teils eine französische Pension an, teils traten sie in den Dienst der Türkei. Sein Enkel Emir Khaled wurde eine der führenden Figuren der Assimilation in der muslimischen Bevölkerung in Französisch-Algerien. Er wurde jedoch Anfang der Zwanziger Jahre aufgrund seiner politischen Forderung nach mehr Rechten für die einheimische Bevölkerung ins Exil geschickt.

## Rezeption
Die amerikanische Kleinstadt Elkader in Iowa ist nach ihm benannt, da deren zeitgenössische Gründer vom Freiheitskampf Abd el-Kaders gegen die französische Kolonialmacht beeindruckt waren.
Karl May erwähnt Abd el-Kader in drei Romanen. Am 10. Juni 1900 besuchte er die Grabstätte Abd el-Kaders in Damaskus und fertigte eine Skizze der Anlage an.
Literarisch hat das Thema John Knittel in seinem Roman Abd-el-Kader (Zürich 1930, Orell Füssli Verlag) bearbeitet. Der algerische Autor Abdelaziz Ferrah widmete Abd el-Kader zwei Romane, L'Émir Abdelkader: Confidences (1999) und Le temps d'une halte: Rencontre avec l'émir Abdelkader (2004), die jedoch nur auf Französisch vorliegen.
Friederike Kempner widmete ihm das Gedicht Abdel-Kaders Traum.

## Belege
1. ↑  Vgl. Neufend: Das Moderne in der islamischen Tradition. 2012, S. 44.
2. ↑  Vgl. Neufend: Das Moderne in der islamischen Tradition. 2012, S. 44.
3. 1 2  John Ruedy: Modern Algeria – The Origins and Development of a Nation. 2. Auflage, Bloomington 2005, S. 61–63.
4. ↑  Julia A. Clancy-Smith: Rebel and Saint – Muslim Notables, Popular Protest, Colonial Encounters (Algeria and Tunisia 1800–1904). Berkeley, 1994, S. 76.
5. ↑  Vgl. Neufend: Das Moderne in der islamischen Tradition. 2012, S. 54f.
6. ↑  Vgl. Neufend: Das Moderne in der islamischen Tradition. 2012, S. 12.
7. ↑  Vgl. Neufend: Das Moderne in der islamischen Tradition. 2012, S. 77–81.
8. ↑  Claude Wauthier: L’étrange influence des francs-maçons en Afrique francophone. In: Le Monde diplomatique, September 1997, S. 6–7 (englische Online-Ausgabe: A Strange Inheritance).
9. ↑  Elkader’s First 100 Years auf den Webseiten der Stadt Elkader, abgefragt am 12. Februar 2015
10. ↑  Karl-May-Wiki Abgerufen am 8. April 2016.
11. ↑  Abdelaziz Ferrah: L'Émir Abdelkader :  confidences. Marinoor, Alger 1999 (bnf.fr [abgerufen am 4. Juni 2025]).
12. ↑  Abdelaziz Ferrah: Le temps d'une halte: rencontre avec l'émir Abdelkader. Apic, 2004, ISBN 978-9961-769-08-9 (google.de [abgerufen am 4. Juni 2025]).
13. ↑  Friederike Kempner: Gedichte. Projekt Gutenberg-DE, abgerufen am 28. April 2024.

| Personendaten    | Personendaten                                                                               |
| ---------------- | ------------------------------------------------------------------------------------------- |
| NAME             | Kader, Abd el-                                                                              |
| ALTERNATIVNAMEN  | Abd el-Kader; عبدالقادر الجزائري; Abd al-Qadir; Mahiddin, Sidi el-Haddsch Abd el-Kader Uled |
| KURZBESCHREIBUNG | algerischer Freiheitskämpfer                                                                |
| GEBURTSDATUM     | 6. September 1808                                                                           |
| GEBURTSORT       | Guetna bei Mascara                                                                          |
| STERBEDATUM      | 26. Mai 1883                                                                                |
| STERBEORT        | Damaskus                                                                                    |